# لنتسولتاو، بوتسوانا

لنتسولتاو

لنتسولتاو (به انگلیسی: Lentsweletau) شهری در ناحیهٔ کوننگ کشور بوتسوانا است که در سال ۲۰۰۰ میلادی ۷٬۶۰۹ نفر جمعیت داشته که از این تعداد، ۳٬۸۱۵ نفر مرد و ۳٬۷۹۴ نفر زن بوده‌اند.